# Relações entre Estados Unidos e União Soviética
As relações entre os Estados Unidos e a União Soviética foram plenamente estabelecidas em 1933 como os laços bilaterais sucessivos aos entre o Império Russo e os Estados Unidos, que duraram de 1776 até 1917; foram também os antecessores dos atuais laços bilaterais entre a Estados Unidos e Federação Russa, que começaram em 1992, após o fim da Guerra Fria. A relação entre a União Soviética e os Estados Unidos foi em grande parte definida pela desconfiança e pela hostilidade tensa. A invasão da União Soviética pela Alemanha Nazista, bem como o ataque à Frota do Pacífico dos EUA em Pearl Harbor pelo Império do Japão marcaram as entradas soviética e americana na Segunda Guerra Mundial ao lado dos Aliados em junho e dezembro de 1941, respectivamente. À medida que a aliança soviético-americana contra o Eixo chegou ao fim após a vitória dos Aliados em 1945, os primeiros sinais de desconfiança e hostilidade do pós-guerra começaram a aparecer imediatamente entre os dois países, à medida que a União Soviética ocupava militarmente os países da Europa do Leste e se transformava em transformando-os em estados satélites, formando o Bloco Oriental. Estas tensões bilaterais evoluíram para a Guerra Fria, um período de décadas de tensas relações hostis com curtas fases de détente que terminou após o colapso da União Soviética e o surgimento da atual Federação Russa no final de 1991.

## História

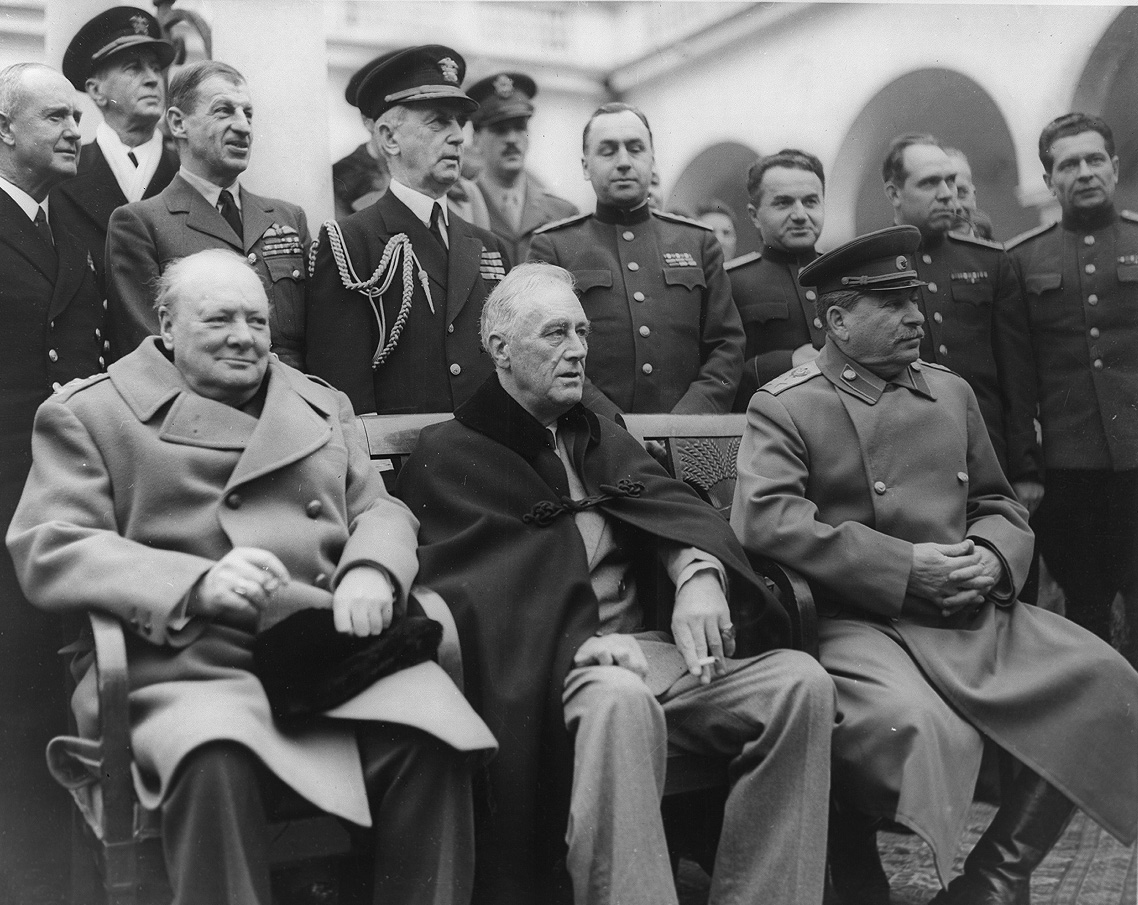
O primeiro-ministro do Reino Unido, Winston Churchill, o presidente dos EUA, Franklin D. Roosevelt, e o ditador soviético Josef Stalin em Ialta, Crimeia, República Socialista Federativa Soviética da Rússia, União Soviética, em fevereiro de 1945. Os resultados da reunião moldaram a ordem mundial durante o meio século seguinte, até às Revoluções de 1989, que culminaram com o fim do domínio soviético nos estados satélites da Europa Central e Oriental da URSS, resultando eventualmente na dissolução e subsequente colapso da União Soviética em 1991.

### Relações pré-Segunda Guerra Mundial (1917-1939)

#### Governo Provisório
Na sequência da Revolução de Fevereiro e da abdicação do Czar Nicolau II, Washington ainda ignorava em grande parte as fracturas subjacentes no novo Governo Provisório Russo e acreditava que a Rússia evoluiria rapidamente para uma democracia estável, entusiasmada por se juntar à coligação ocidental na guerra contra a Alemanha.  Com o estabelecimento do Governo Provisório, o Embaixador dos Estados Unidos em Petrogrado,  David R. Francis, imediatamente solicitou à autoridade de Washington que reconhecesse o novo governo, argumentando que a revolução "é a realização prática daquele princípio de governo que defendemos e defendemos. Quero dizer governo pelo consentimento dos governados, nosso reconhecimento terá um efeito moral estupendo, especialmente se for dado primeiro”. e foi aprovado em 22 de março de 1917, tornando os Estados Unidos o primeiro governo estrangeiro a reconhecer formalmente o novo governo.    Uma semana e meia depois, quando o presidente Woodrow Wilson dirigiu-se ao Congresso para solicitar uma declaração de guerra contra a Alemanha, Wilson observou: "Não é todo americano que sente que a garantia foi acrescentada à nossa esperança para a paz futura do mundo pelas coisas maravilhosas e encorajadoras que tem acontecido nas últimas semanas na Rússia? A Rússia era conhecida por aqueles que sabiam que era sempre democrática de coração... Aqui está um parceiro adequado para uma Liga de Honra."  
Esperando que a incipiente democracia parlamentar revigorasse as contribuições russas para a guerra, o Presidente Wilson deu passos consideráveis para construir um relacionamento com o Governo Provisório. No dia seguinte ao seu pedido de declaração de guerra à Alemanha, Wilson começou a oferecer créditos governamentais americanos ao novo governo russo, totalizando 325 milhões de dólares - cerca de metade dos quais foram realmente utilizados. Wilson também despachou a Root Mission, uma delegação liderada por Elihu Root e incluindo líderes da Federação Americana do Trabalho, YMCA, e da empresa International Harvester, para Petrogrado para negociar meios através dos quais os Estados Unidos pudessem encorajar um maior compromisso russo com a guerra.  Devido a delegados mal escolhidos, à falta de interesse desses delegados e a uma significativa desatenção ao papel e à influência do Soviete de Petrogrado (alguns membros do qual se opunham à continuação do esforço de guerra russo), a missão trouxe poucos benefícios para ambos. nação. Apesar dos relatórios satisfatórios que regressavam de Petrogrado, cuja impressão das condições da nação vinha diretamente do Governo Provisório, os funcionários consulares e militares americanos, em contacto mais próximo com a população e o exército, alertaram ocasionalmente Washington para ser mais cético nas suas suposições sobre o novo governo. No entanto, o governo e o público americanos foram apanhados desprevenidos e perplexos com a queda do Governo Provisório na Revolução de Outubro.   

#### Rússia Soviética

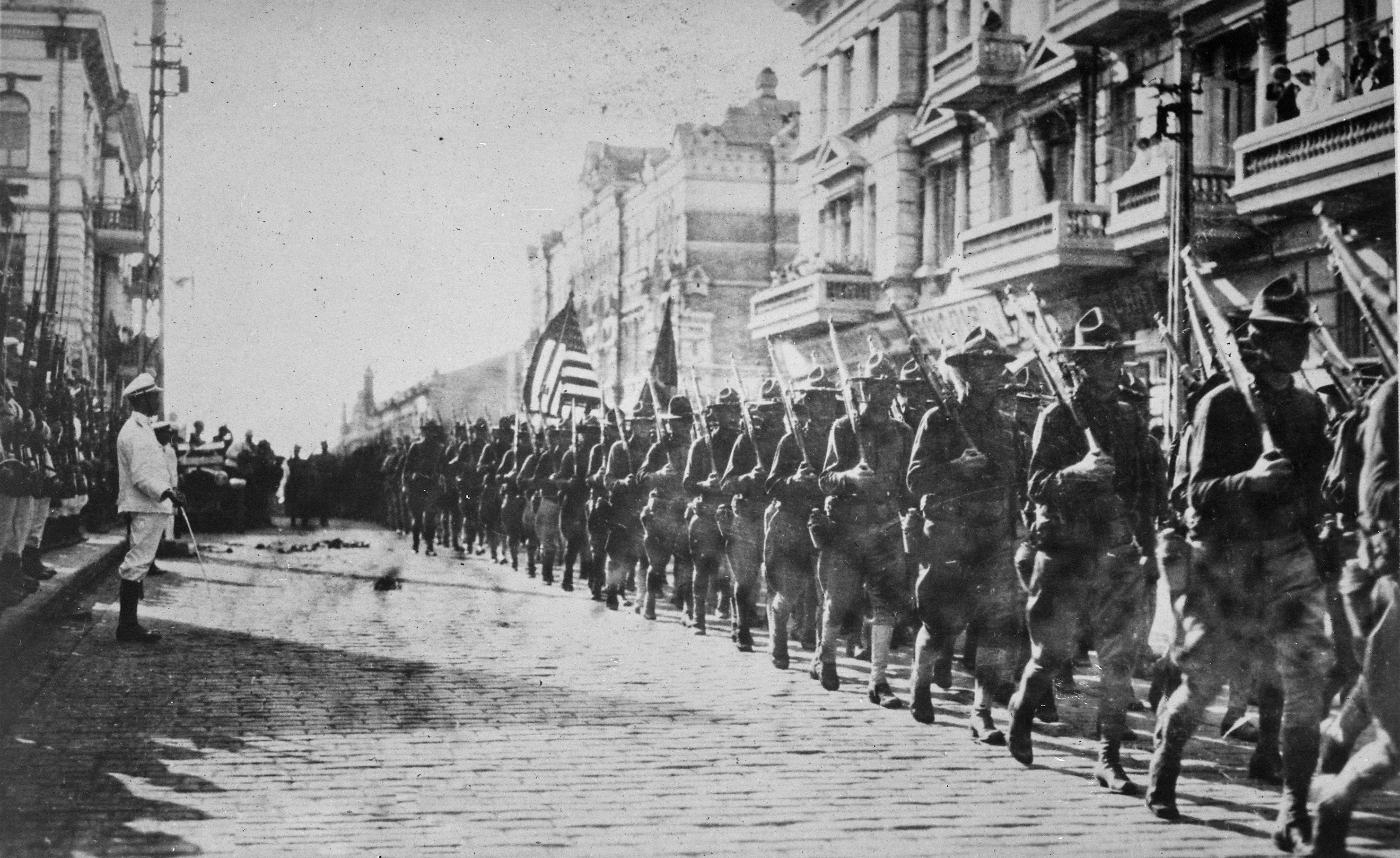
Tropas americanas marchando em Vladivostok após a intervenção aliada na Guerra Civil Russa, agosto de 1918

Após a tomada da Rússia pelos bolcheviques na Revolução de Outubro, Vladimir Lenin retirou a Rússia da Primeira Guerra Mundial, permitindo à Alemanha realocar tropas para enfrentar as forças aliadas na Frente Ocidental. Isto fez com que as Potências Aliadas considerassem o novo governo russo como um traidor por violar os termos da Tríplice Entente contra uma paz separada.  Ao mesmo tempo, o Presidente Wilson tornou-se cada vez mais consciente das violações dos direitos humanos perpetuadas pela nova República Socialista Federativa Soviética da Rússia e opôs-se ao ateísmo militante do novo regime e à defesa de uma economia controlada. Ele também estava preocupado com a possibilidade de o comunismo se espalhar pelo resto do mundo ocidental e pretendia que o seu marco Quatorze Pontos fornecesse parcialmente a democracia liberal como uma ideologia mundial alternativa ao comunismo.  
No entanto, o presidente Wilson também acreditava que o novo país acabaria por fazer a transição para uma economia de mercado livre após o fim do caos da Guerra Civil Russa, e que a intervenção contra a Rússia Soviética apenas viraria o país contra os Estados Unidos. Ele também defendeu uma política de não interferência na guerra nos Quatorze Pontos, embora argumentasse que o território polonês do antigo Império Russo deveria ser cedido à recém-independente Segunda República Polonesa. Além disso, muitos dos oponentes políticos de Wilson nos Estados Unidos, incluindo o presidente do Comitê de Relações Exteriores do Senado, Henry Cabot Lodge, acreditavam que uma Ucrânia independente deveria ser estabelecida. Apesar disso, os Estados Unidos, como resultado do medo da expansão japonesa em território controlado pela Rússia e do seu apoio à Legião Checoslovaca aliada, enviaram um pequeno número de tropas para o Norte da Rússia e para a Sibéria. Os Estados Unidos também forneceram ajuda indireta, como alimentos e suprimentos, ao Exército Branco.   
Na Conferência de Paz de Paris, em 1919, o presidente Wilson e o primeiro-ministro britânico David Lloyd George, apesar das objecções do primeiro-ministro francês Georges Clemenceau e do ministro dos Negócios Estrangeiros italiano Sidney Sonnino, avançaram com a ideia de convocar uma cimeira em Prinkipo entre os bolcheviques e o Movimento Branco. formar uma delegação russa comum à Conferência. O Comissariado Soviético dos Negócios Estrangeiros, sob a liderança de Leon Trótski e Georgii Chicherin, recebeu respeitosamente os enviados britânicos e americanos, mas não tinha intenções de concordar com o acordo devido à sua crença de que a Conferência era composta por uma velha ordem capitalista que seria varrida. longe em uma revolução mundial. Em 1921, depois que os bolcheviques ganharam vantagem na Guerra Civil Russa, assassinaram a família imperial Romanov, organizaram o Terror Vermelho contra os "inimigos do povo", repudiaram a dívida czarista e apelaram a uma revolução mundial, foi considerado como uma nação pária pela maior parte do mundo.  Além da Guerra Civil Russa, as relações também foram prejudicadas por reivindicações de empresas americanas por compensação pelas indústrias nacionalizadas nas quais investiram. 

#### Ajuda americana e fome russa de 1921

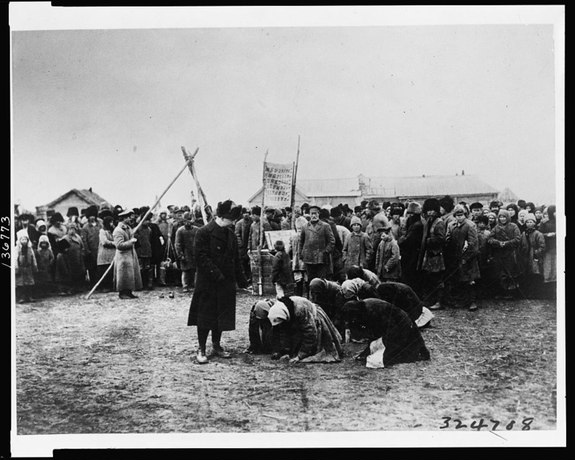
Operações da Administração de Socorro Americana na Rússia, 1922

Sob Herbert Hoover, a ajuda alimentar em grande escala foi distribuída à Europa após a guerra através da American Relief Administration (ARA). Em 1921, para aliviar a fome devastadora na República Socialista Federativa Soviética da Rússia que foi desencadeada pelas políticas de comunismo de guerra do governo soviético, o diretor da ARA na Europa, Walter Lyman Brown, começou a negociar com o Comissário do Povo Russo para os Negócios Estrangeiros, Maxim Litvinov, em Riga, Letônia (na altura ainda não anexada pela URSS). Um acordo foi alcançado em 21 de agosto de 1921, e um acordo de implementação adicional foi assinado por Brown e pelo Comissário do Povo para o Comércio Exterior, Leonid Krasin, em 30 de dezembro de 1921. O Congresso dos EUA destinou US$ 20 milhões para ajuda sob a Lei Russa de Alívio à Fome do final de 1921. Hoover detestava fortemente o bolchevismo e sentia que a ajuda americana demonstraria a superioridade do capitalismo ocidental e, assim, ajudaria a conter a propagação do comunismo.  

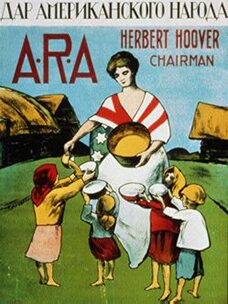
Cartaz da ARA de 1921 dizendo "O Presente do Povo Americano" em russo

No seu auge, a ARA empregava 300 americanos, mais de 120 mil russos e alimentava 10,5 milhões de pessoas diariamente. Suas operações russas foram chefiadas pelo coronel William N. Haskell. A Divisão Médica da ARA funcionou de novembro de 1921 a junho de 1923 e ajudou a superar a epidemia de tifo que assolava a Rússia. As operações de combate à fome da ARA ocorreram em paralelo com operações muito menores de combate à fome menonitas, judaicas e quacres na Rússia.  
As operações da ARA na Rússia foram encerradas em 15 de junho de 1923, depois que foi descoberto que a Rússia sob o comando de Lenin renovou a exportação de grãos. 

#### Comércio antecipado
Os líderes da política externa americana continuam convencidos de que a União Soviética, fundada pela Rússia Soviética em 1922, era uma ameaça hostil aos valores americanos. O secretário de Estado republicano,  Charles Evans Hughes, rejeitou o reconhecimento, dizendo aos líderes sindicais que "aqueles que controlam Moscovo não desistiram do seu propósito original de destruir os governos existentes onde quer que o possam fazer em todo o mundo".  Sob o presidente Calvin Coolidge, o secretário de Estado Frank B. Kellogg alertou que a agência internacional do Kremlin, a Internacional Comunista (Comintern), estava a planear agressivamente a subversão contra outras nações, incluindo os Estados Unidos, para "derrubar a ordem existente".  Herbert Hoover, em 1919, advertiu Wilson que, "Não podemos, nem remotamente, reconhecer esta tirania assassina sem estimular a acção que visa o radicalismo em todos os países da Europa e sem transgredir todos os nossos próprios ideais nacionais."  Dentro do Departamento de Estado dos EUA, a Divisão de Assuntos da Europa Oriental em 1924 era dominada por Robert F. Kelley, um oponente dedicado do comunismo que treinou uma geração de especialistas, incluindo George Kennan e Charles Bohlen. 
Entretanto, a Grã-Bretanha assumiu a liderança na reabertura das relações com Moscovo, especialmente comerciais, embora permanecesse desconfiada da subversão comunista e zangada com o repúdio do Kremlin às dívidas russas. Fora de Washington, houve algum apoio americano para relações renovadas, especialmente em termos de tecnologia.  Henry Ford, comprometido com a crença de que o comércio internacional era a melhor maneira de evitar a guerra, usou sua Ford Motor Company para construir uma indústria de caminhões e introduzir tratores na Rússia. O arquiteto Albert Kahn tornou-se consultor para toda a construção industrial na União Soviética em 1930.  Alguns intelectuais da esquerda mostraram interesse. Depois de 1930, vários intelectuais ativistas tornaram-se membros do Partido Comunista dos EUA, ou companheiros de viagem, e angariaram apoio para a União Soviética. O movimento trabalhista americano estava dividido, sendo a Federação Americana do Trabalho (AFL) um reduto anticomunista, enquanto elementos de esquerda no final da década de 1930 formavam o rival Congresso de Organizações Industriais (CIO). O CPUSA desempenhou um papel importante no CIO até que seus membros foram removidos no início de 1946, e o trabalho organizado americano tornou-se fortemente antissoviético. 
Fundada em 1924, a Amtorg Trading Corporation, com sede em Nova Iorque, era a principal organização que governava o comércio entre a URSS e os EUA.  Em 1946, a Amtorg organizou um comércio multimilionário.  A Amtorg administrou quase todas as exportações da URSS, compreendendo principalmente madeira serrada, peles, linho, cerdas e caviar, e todas as importações de matérias-primas e máquinas para a indústria e agricultura soviéticas. Também forneceu às empresas americanas informações sobre oportunidades comerciais na URSS e forneceu às indústrias soviéticas notícias técnicas e informações sobre as empresas americanas.   A Amtorg também esteve envolvida na espionagem soviética contra os Estados Unidos.  A ela se juntou, tanto em suas funções comerciais quanto de espionagem, a Comissão de Compras do Governo Soviético de 1942 em diante. 
Durante o mandato de Lenin, o empresário americano Armand Hammer abriu uma fábrica de lápis na União Soviética, contratando artesãos alemães e transportando grãos americanos para a União Soviética. Hammer também estabeleceu minas de amianto e adquiriu instalações de captura de peles a leste dos Urais. Durante a Nova Política Económica de Lenin, que resultou do fracasso do comunismo de guerra, Armand Hammer tornou-se o mediador de 38 empresas internacionais nas suas relações com a URSS.  Antes da morte de Lenin, Hammer negociou a importação de tratores Fordson para a URSS, que desempenharam um papel importante na mecanização agrícola do país.   Mais tarde, depois que Stalin chegou ao poder, acordos adicionais foram negociados com Hammer como negociador americano-soviético. 
O historiador Harvey Klehr descreve que Armand Hammer "conheceu Lênin em 1921 e, em troca de uma concessão para fabricar lápis, concordou em lavar o dinheiro soviético para beneficiar os partidos comunistas na Europa e na América".  O historiador Edward Jay Epstein observou que "Hammer recebeu tratamento extraordinário de Moscou de muitas maneiras. O governo soviético lhe permitiu retirar milhões de dólares em arte czarista do país quando retornou aos Estados Unidos em 1932."  De acordo com o jornalista Alan Farnham, "Ao longo das décadas, Hammer continuou viajando para a Rússia, convivendo com seus líderes a tal ponto que tanto a CIA quanto o FBI suspeitaram que ele fosse um agente de pleno direito." 
Em 1929, Henry Ford fez um acordo com os russos para fornecer ajuda técnica durante nove anos na construção da primeira fábrica de automóveis soviética, GAZ, em Gorky (Stalin rebatizou Nizhny Novgorod em homenagem ao seu escritor favorito).   A fábrica construiria caminhões Ford Modelo A e Modelo AA.  Um contrato adicional para construção da usina foi assinado com a The Austin Company em 23 de agosto de 1929.  O contrato envolveu a compra de carros e caminhões Ford no valor de US$ 30 milhões para montagem durante os primeiros quatro anos de operação da fábrica, após os quais a fábrica mudaria gradualmente para componentes de fabricação soviética. Ford enviou seus engenheiros e técnicos para a União Soviética para ajudar a instalar o equipamento e treinar a força de trabalho, enquanto mais de cem engenheiros e técnicos soviéticos estavam estacionados nas fábricas da Ford em Detroit e Dearborn "com o propósito de aprender os métodos e práticas de fabricação e montagem nas plantas da Companhia".  

#### Reconhecimento em 1933

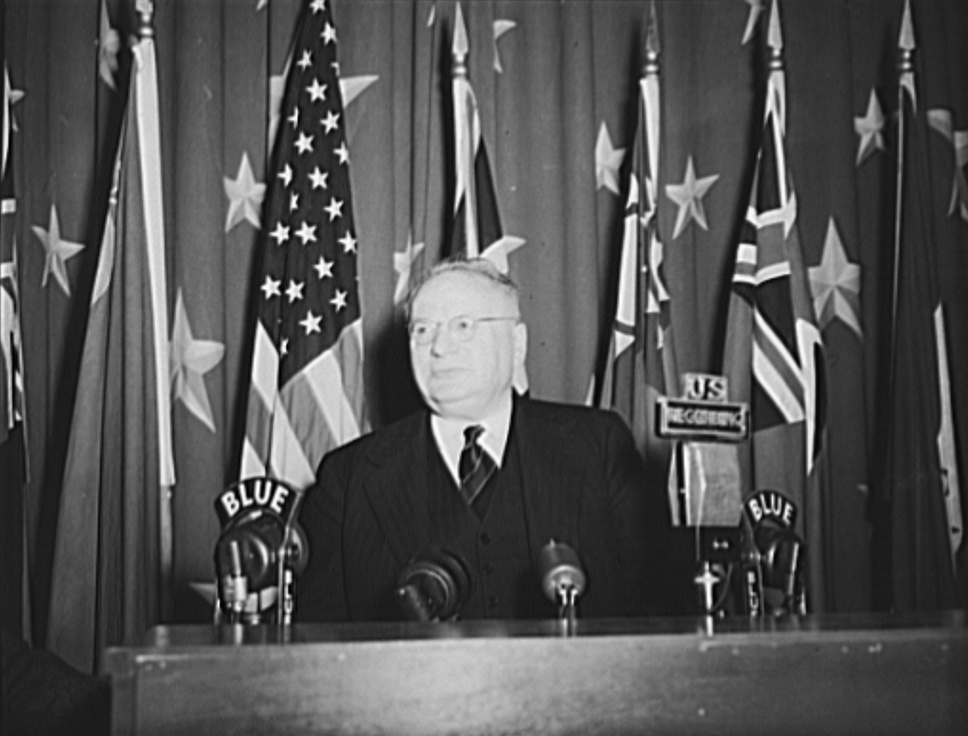
Maxim Litvinov, ministro das Relações Exteriores soviético (1930–1939) e embaixador nos Estados Unidos (1941–1943)

Em 1933, a comunidade empresarial americana, bem como os editores de jornais, clamavam por reconhecimento diplomático. A comunidade empresarial estava ansiosa por um comércio em grande escala com a União Soviética. O governo dos EUA esperava algum reembolso das antigas dívidas czaristas e uma promessa de não apoiar movimentos subversivos dentro do país. O presidente dos EUA, Franklin D. Roosevelt, tomou a iniciativa, com a ajuda de seu amigo próximo e conselheiro Henry Morgenthau Jr. e do especialista russo William Bullitt, contornando o Departamento de Estado.   Roosevelt encomendou uma pesquisa de opinião pública, o que na época significava perguntar a 1.100 editores de jornais; 63 por cento eram a favor do reconhecimento da URSS e 27 por cento se opunham. Roosevelt reuniu-se pessoalmente com líderes católicos para superar as suas objecções decorrentes da perseguição de crentes religiosos e da demolição sistemática de igrejas na URSS.   Roosevelt então convidou o ministro das Relações Exteriores, Maxim Litvinov, a Washington para uma série de reuniões de alto nível em novembro de 1933. Ele e Roosevelt concordaram em questões de liberdade religiosa para os americanos que trabalham na União Soviética. A URSS prometeu não interferir nos assuntos internos americanos, algo que não honraria, e garantir que nenhuma organização na URSS estivesse a trabalhar para prejudicar os EUA ou derrubar o seu governo pela força, igualmente uma promessa quebrada. Ambos os lados concordaram em adiar a questão da dívida para uma data posterior. Roosevelt anunciou então um acordo sobre a retomada das relações normais.   Houve poucas reclamações sobre a mudança. 
Contudo, não houve progresso na questão da dívida e pouco comércio adicional. Os historiadores Justus D. Doenecke e Mark A. Stoler observam que “ambas as nações logo ficaram desiludidas com o acordo”.  Muitos empresários americanos esperavam um bónus em termos de comércio em grande escala, mas isso nunca se materializou, sendo em vez disso um movimento unilateral que viu os Estados Unidos abastecerem a União Soviética com tecnologia. 
Roosevelt nomeou William Bullitt como embaixador na URSS de 1933 a 1936. Bullitt chegou a Moscou com grandes esperanças nas relações soviético-americanas, mas sua visão da liderança soviética azedou após uma inspeção mais detalhada devido à natureza totalitária e ao terror do regime. No final do seu mandato, Bullitt era abertamente hostil ao governo soviético. Ele permaneceu um anticomunista declarado pelo resto de sua vida.  

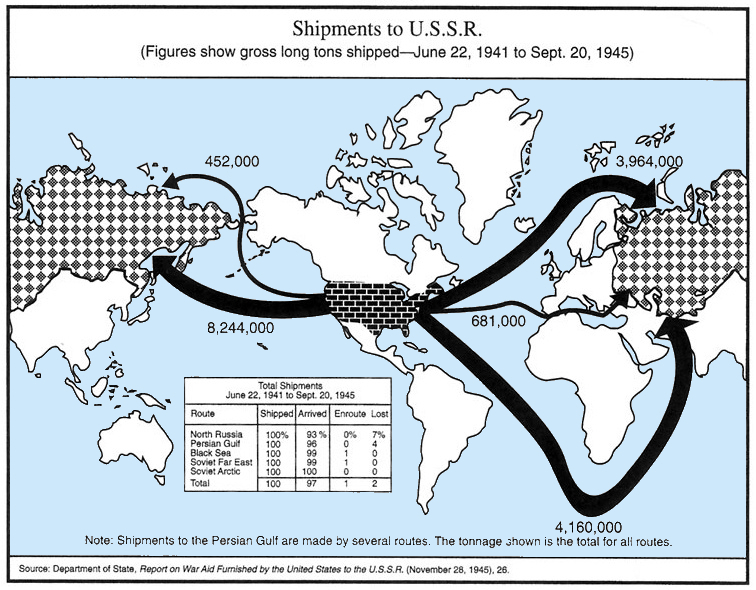
Mapa mostrando equipamentos e suprimentos americanos que foram entregues à União Soviética como parte do Lend-Lease

### Segunda Guerra Mundial (1939-1945)
Antes de os alemães decidirem invadir a União Soviética em junho de 1941, as relações permaneceram tensas, à medida que a invasão soviética da Finlândia, o Pacto Molotov-Ribbentrop, a invasão soviética dos Estados Bálticos e a invasão soviética da Polônia se agitaram, o que resultou na expulsão da União Soviética da Sociedade das Nações. Após a invasão de 1941, a União Soviética celebrou um Tratado de Assistência Mútua com o Reino Unido e recebeu ajuda maciça do programa americano Lend-Lease, aliviando as tensões americano-soviéticas e reunindo antigos inimigos na luta contra a Alemanha Nazista e as Potências do Eixo. 

Embora a cooperação operacional entre os Estados Unidos e a União Soviética fosse notavelmente menor do que entre outras potências aliadas, os Estados Unidos, no entanto, forneceram à União Soviética enormes quantidades de armas, navios, aeronaves, material circulante, materiais estratégicos e alimentos através do Lend-Lease. Os americanos e os soviéticos eram tanto a favor da guerra com a Alemanha como da expansão de uma esfera de influência ideológica. Antes da guerra, o futuro presidente Harry S. Truman afirmou que não lhe importava se um soldado alemão ou russo morresse, desde que um dos lados estivesse perdendo. 
Se virmos que a Alemanha está a ganhar, devemos ajudar a Rússia, e se a Rússia está a ganhar, devemos ajudar a Alemanha, e dessa forma deixá-los matar o maior número possível, embora eu não queira ver Hitler vitorioso em nenhuma circunstância.
Esta citação sem a última parte tornou-se mais tarde um elemento básico na propaganda soviética e posteriormente na russa como "evidência" de uma conspiração americana para destruir o país.  

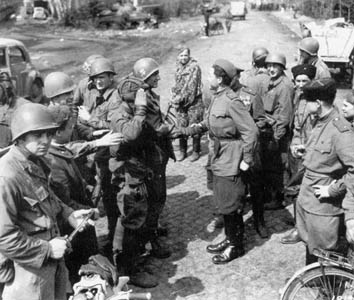
As tropas soviéticas e americanas reúnem-se em abril de 1945, a leste do rio Elba.

A Associação Cultural Russa Americana (em russo: Американо–русская культурная асссоциация) foi organizada nos Estados Unidos em 1942 para encorajar os laços culturais entre a União Soviética e os EUA, com Nicholas Roerich como presidente honorário. O primeiro relatório anual do grupo foi divulgado no ano seguinte. O grupo não parece ter durado muito depois da morte de Nicholas Roerich em 1947.  
No total, as entregas nos EUA através do Lend-Lease totalizaram US$ 11 bilhões em materiais: mais de 400 mil jipes e caminhões; 12.000 veículos blindados (incluindo 7.000 tanques, cerca de 1.386  dos quais eram M3 Lees e 4.102 M4 Shermans);  11.400 aeronaves (4.719 das quais eram Bell P-39 Airacobras)  e 1,75 milhão de toneladas de alimentos. 
Aproximadamente 17,5 milhões de toneladas de equipamento militar, veículos, suprimentos industriais e alimentos foram enviados do Hemisfério Ocidental para a União Soviética, com 94% vindo dos Estados Unidos. Para efeito de comparação, um total de 22 milhões de toneladas desembarcaram na Europa para abastecer as forças americanas de janeiro de 1942 a maio de 1945. Estimou-se que as entregas americanas à URSS através do Corredor Persa eram suficientes, pelos padrões do Exército dos EUA, para manter sessenta divisões de combate na linha.  
Os Estados Unidos entregaram à União Soviética de 1º de outubro de 1941 a 31 de maio de 1945, o seguinte: 427.284 caminhões, 13.303 veículos de combate, 35.170 motocicletas, 2.328 veículos de serviço de artilharia, 2.670.371 toneladas de produtos petrolíferos (gasolina e petróleo) ou 57,8 por cento do combustível de aviação de alta octanagem,  4.478.116 toneladas de alimentos (carnes enlatadas, açúcar, farinha, sal, etc.), 1.911 locomotivas a vapor, 66 locomotivas a diesel, 9.920 vagões planos, 1.000 vagões basculantes, 120 vagões-tanque, e 35 carros de máquinas pesadas. Os bens bélicos fornecidos (munições, projéteis de artilharia, minas, diversos explosivos) representaram 53 por cento da produção nacional total.  Um item típico de muitos foi uma fábrica de pneus que foi retirada da fábrica da Ford em River Rouge e transferida para a URSS. O valor monetário dos fornecimentos e serviços em 1947 ascendeu a cerca de onze mil milhões de dólares. 

Memorando para o Assistente Especial do Presidente Harry Hopkins, Washington, DC, 10 de agosto de 1943:
Na Segunda Guerra Mundial, a Rússia ocupa uma posição dominante e é o factor decisivo para a derrota do Eixo na Europa. Enquanto na Sicília as forças da Grã-Bretanha e dos Estados Unidos enfrentam a oposição de 2 divisões alemãs, a frente russa recebe a atenção de aproximadamente 200 divisões alemãs. Sempre que os Aliados abrirem uma segunda frente no continente, esta será decididamente uma frente secundária à da Rússia; o esforço deles continuará a ser o principal. Sem a Rússia na guerra, o Eixo não pode ser derrotado na Europa e a posição das Nações Unidas torna-se precária. Da mesma forma, a posição pós-guerra da Rússia na Europa será dominante. Com a Alemanha esmagada, não há poder na Europa que se oponha às suas tremendas forças militares. 

### Guerra Fria (1947-1991)
O fim da Segunda Guerra Mundial viu o ressurgimento de divisões anteriores entre as duas nações. A expansão do comunismo na Europa Oriental após a derrota da Alemanha viu a União Soviética assumir o controlo dos países da Europa Oriental, expurgar a sua liderança e intelectualidade e instalar um regime comunista fantoche, transformando os países em estados clientes ou satélites.  Isto preocupou as economias liberais de mercado livre do Ocidente, particularmente os Estados Unidos, que estabeleceram uma liderança económica e política virtual na Europa Ocidental, ajudando a reconstruir o continente devastado e a revitalizar e modernizar a sua economia com o Plano Marshall.  A União Soviética, por outro lado, estava a drenar os recursos dos seus satélites, fazendo-os pagar reparações à URSS ou simplesmente saqueando-os. 

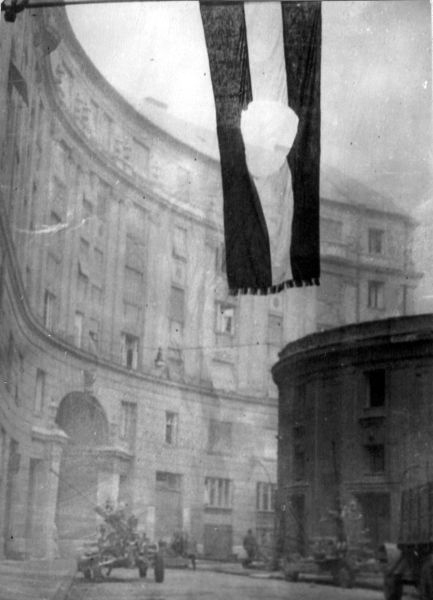
A bandeira húngara (1949-1956) com o brasão comunista recortado era um símbolo revolucionário anti-soviético

Os Estados Unidos e as nações da União Soviética promoveram duas ideologias económicas e políticas opostas, e as duas nações competiram pela influência internacional ao longo destas linhas. Esta prolongada luta geopolítica, ideológica e económica – que durou desde o anúncio da Doutrina Truman em 12 de Março de 1947, em resposta à tomada soviética da Europa de Leste, até à dissolução da União Soviética em 26 de Dezembro de 1991 – é conhecida como a Guerra Fria, um período de quase 45 anos. 

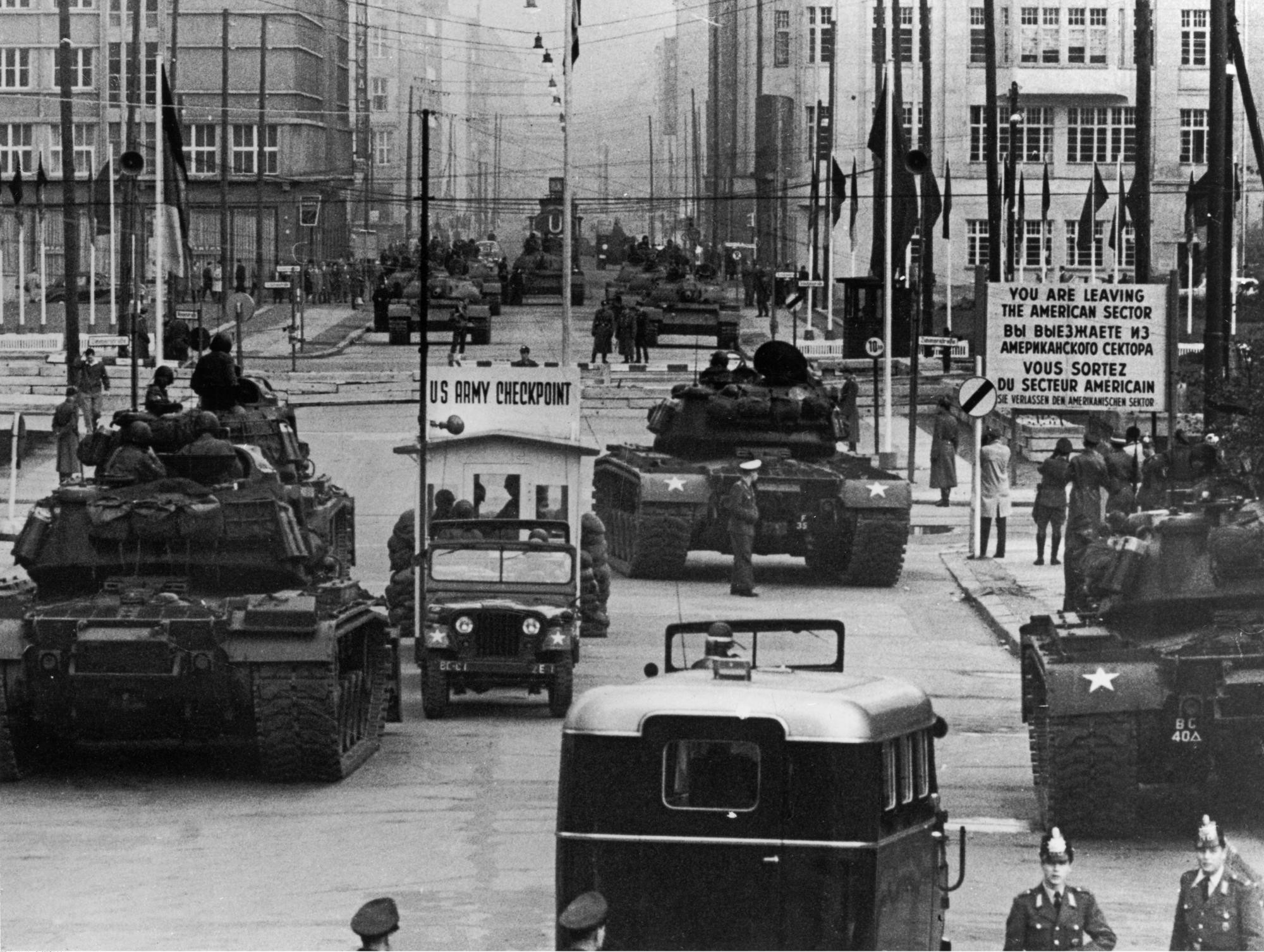
Os tanques americanos e soviéticos se enfrentam. Tirada em 1961 no Checkpoint Charlie.

A União Soviética detonou a sua primeira arma nuclear em 1949, acabando com o monopólio dos Estados Unidos sobre armas nucleares. Os Estados Unidos e a União Soviética envolveram-se numa corrida armamentista convencional e nuclear que persistiu até ao colapso da União Soviética. Andrei Gromyko foi Ministro das Relações Exteriores da URSS e é o ministro das Relações Exteriores mais longínquo do mundo. 

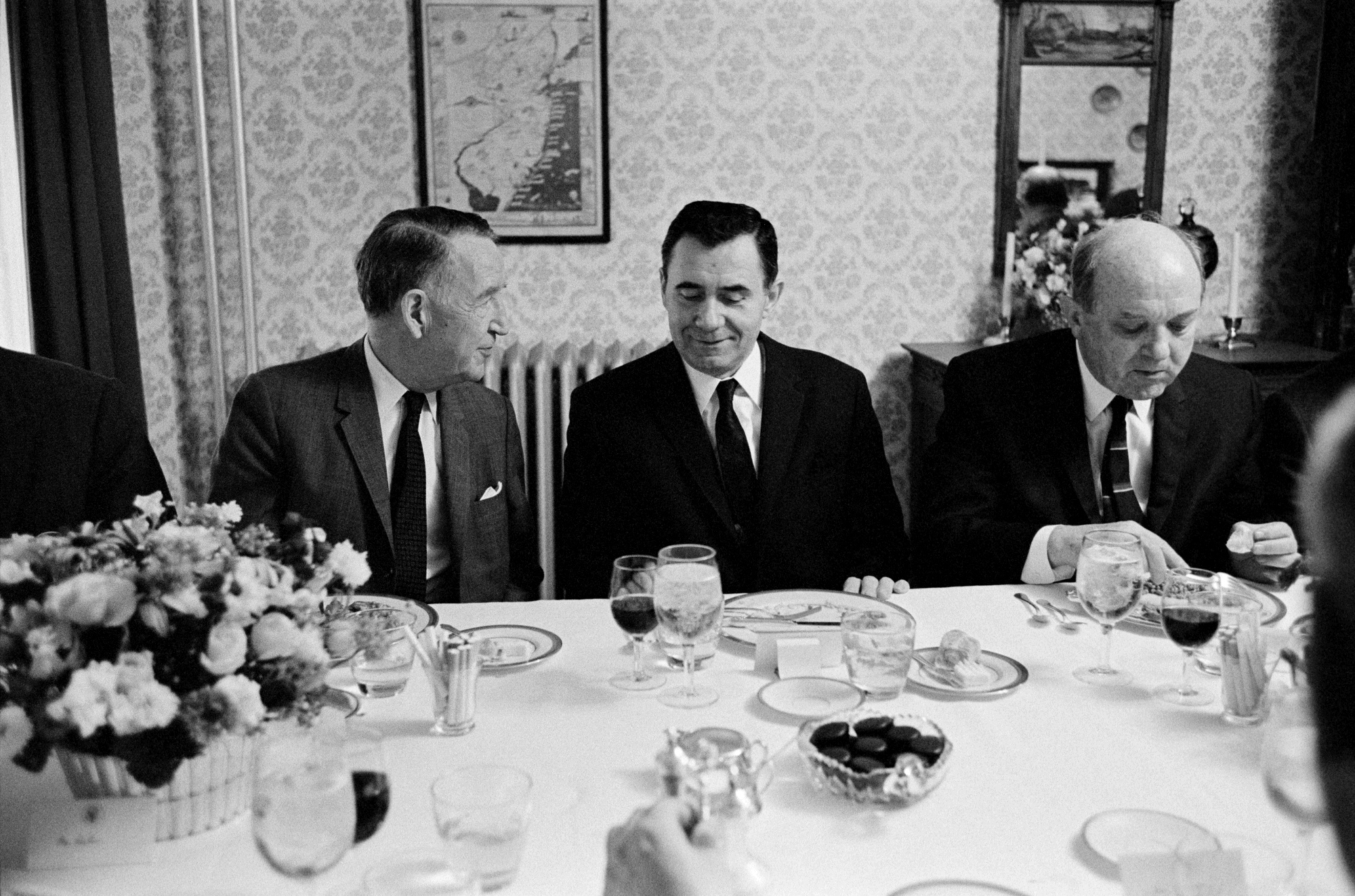
Da esquerda para a direita: Llewellyn Thompson, Ministro das Relações Exteriores soviético Andrei Gromyko e Dean Rusk

Após a derrota da Alemanha, os Estados Unidos procuraram ajudar economicamente os seus aliados da Europa Ocidental com o Plano Marshall. Os Estados Unidos estenderam o Plano Marshall à União Soviética, mas, sob tais termos, os americanos sabiam que os soviéticos nunca aceitariam, nomeadamente a aceitação da democracia e de eleições livres nos estados satélites soviéticos. A União Soviética procurou contrariar o Plano Marshall com o Comecon em 1949, que essencialmente fez a mesma coisa, embora fosse mais um acordo de cooperação económica em vez de um plano claro de reconstrução. Os Estados Unidos e os seus aliados da Europa Ocidental procuraram fortalecer os seus laços; conseguiram isto sobretudo através da formação da OTAN, que foi essencialmente um acordo defensivo em 1949. A União Soviética contra-atacou com o Pacto de Varsóvia em 1955, que teve resultados semelhantes com o Bloco Oriental. Como em 1955 a União Soviética já tinha presença armada e domínio político em todos os seus estados satélites orientais, o pacto foi durante muito tempo considerado "supérfluo".   Embora nominalmente uma aliança "defensiva", a função principal do Pacto era salvaguardar a hegemonia da União Soviética sobre os seus satélites da Europa do Leste, tendo as únicas acções militares directas do Pacto sido as invasões dos seus próprios estados membros para evitar que se separassem.  Em 1961, a Alemanha Oriental construiu o Muro de Berlim para evitar que os cidadãos de Berlim Oriental fugissem para Berlim Ocidental (parte da Alemanha Ocidental aliada aos EUA). Isto levou o presidente Kennedy a proferir um dos mais famosos discursos anti-soviéticos, intitulado "Ich bin ein Berliner".  
Em 1949, o Comitê Coordenador para o Controlo Multilateral das Exportações (CoCom) foi criado pelos governos ocidentais para monitorizar a exportação de alta tecnologia sensível que melhoraria a eficácia militar dos membros do Pacto de Varsóvia e de alguns outros países.
Todos os lados da Guerra Fria se envolveram em espionagem. O KGB soviético ("Comitê para a Segurança do Estado"), o departamento responsável pela espionagem estrangeira e vigilância interna, era famoso pela sua eficácia. A operação soviética mais famosa envolveu os seus espiões atómicos que forneceram informações cruciais do Projeto Manhattan dos Estados Unidos, levando a URSS a detonar a sua primeira arma nuclear em 1949, quatro anos após a detonação americana e muito mais cedo do que o esperado.   Uma enorme rede de informantes em toda a União Soviética foi usada para monitorar a dissidência da política e da moral oficial soviética.  

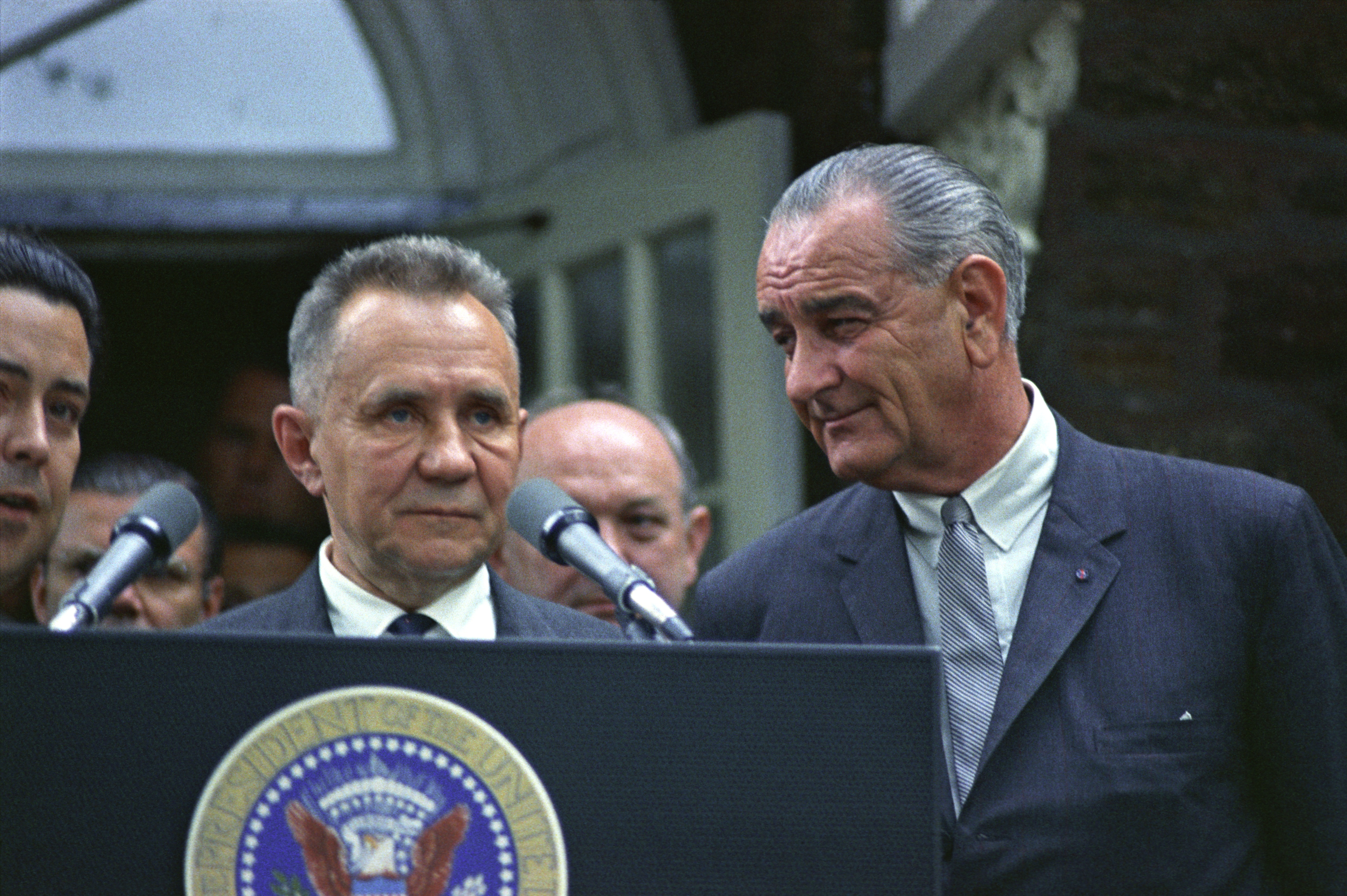
O primeiro-ministro soviético Alexei Kosygin com o presidente dos EUA Lyndon B. Johnson na Conferência de Cúpula de Glassboro de 1967.

#### Détente
A Détente começou em 1969, como um elemento central da política externa do presidente Richard Nixon e do seu principal conselheiro Henry Kissinger. Queriam acabar com a política de contenção e obter relações mais amigáveis com a URSS e a China. Esses dois eram rivais ferrenhos e Nixon esperava que eles concordassem com Washington para não dar vantagem ao outro rival. Um dos termos de Nixon é que ambas as nações tiveram que parar de ajudar o Vietnã do Norte na Guerra do Vietnã, o que fizeram. Nixon e Kissinger promoveram um maior diálogo com o governo soviético, incluindo reuniões regulares de cimeira e negociações sobre o controlo de armas e outros acordos bilaterais. Brejnev reuniu-se com Nixon em cimeiras em Moscovo em 1972, em Washington em 1973 e, novamente, em Moscovo e Kiev em 1974. Eles se tornaram amigos pessoais.   Détente era conhecida em russo como разрядка (razryadka, que significa vagamente "relaxamento da tensão"). 
O período foi caracterizado pela assinatura de tratados como o SALT I e os Acordos de Helsínquia. Outro tratado, o START II, foi discutido mas nunca ratificado pelos Estados Unidos devido à invasão soviética do Afeganistão em 1979. Ainda há um debate contínuo entre os historiadores sobre o sucesso do período de détente em alcançar a paz.  

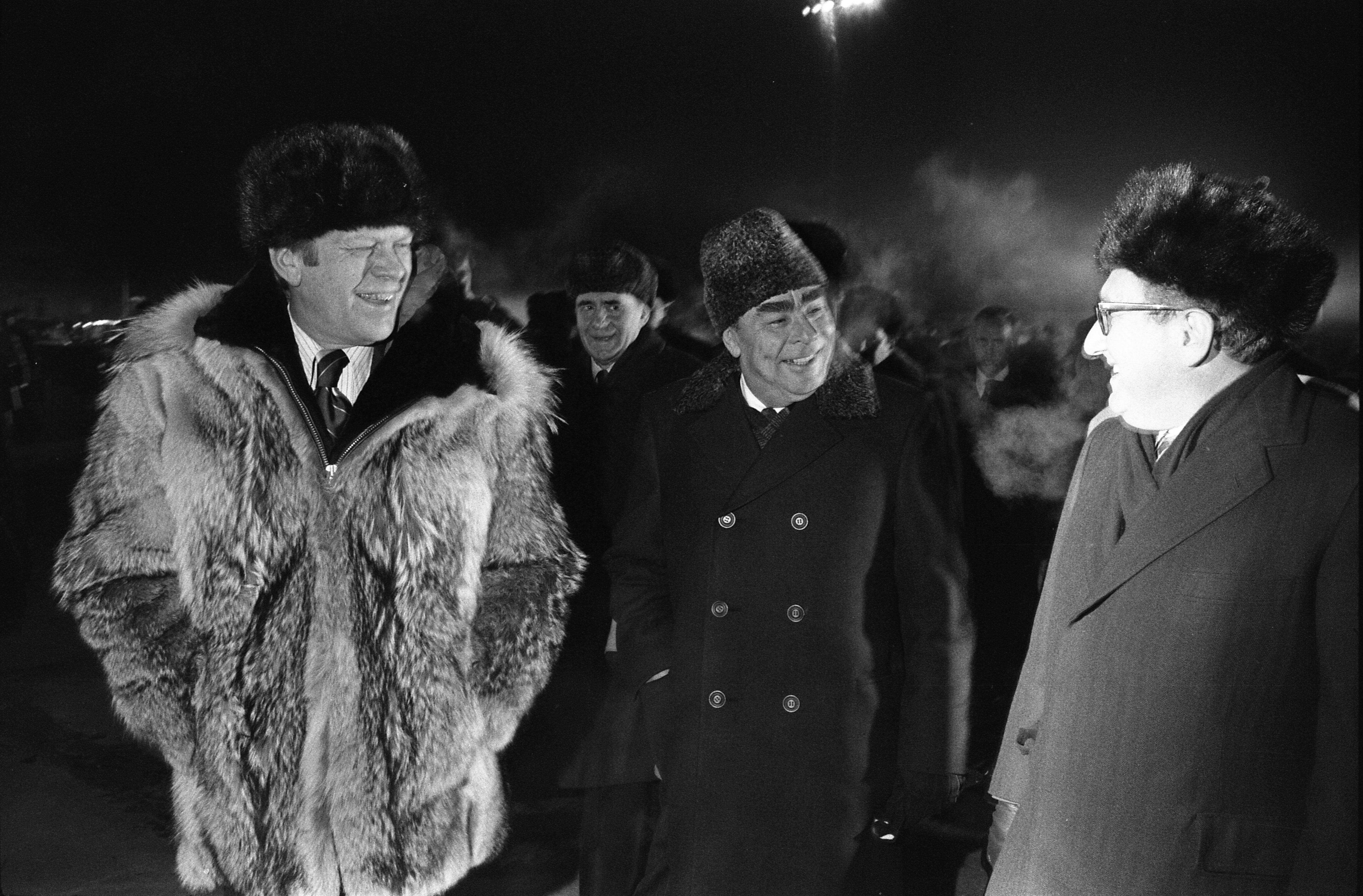
Presidente Gerald Ford, Secretário Geral Leonid Brejnev e Henry Kissinger falando informalmente na Cúpula de Vladivostok em 1974

Após a crise dos mísseis cubanos de 1962, as duas superpotências concordaram em instalar uma linha direta direta entre Washington, DC e Moscou (o chamado telefone vermelho), permitindo que os líderes de ambos os países interagissem rapidamente entre si em tempos de urgência. e reduzir as hipóteses de futuras crises se transformarem numa guerra total. A distensão EUA/URSS foi apresentada como uma extensão aplicada desse pensamento. O pacto SALT II do final da década de 1970 deu continuidade ao trabalho das conversações SALT I, garantindo uma maior redução de armas por parte da URSS e dos EUA. Os Acordos de Helsínquia, nos quais os soviéticos prometeram conceder eleições livres na Europa, foram considerados um importante concessão para garantir a paz pelos soviéticos.
Na prática, o governo soviético restringiu significativamente o Estado de direito, as liberdades civis, a proteção da lei e as garantias de propriedade,   que foram considerados exemplos de "moralidade burguesa" por teóricos jurídicos soviéticos como Andrey Vyshinsky.  A União Soviética assinou documentos juridicamente vinculativos em matéria de direitos humanos, como o Pacto Internacional sobre os Direitos Civis e Políticos em 1973 e os Acordos de Helsínquia em 1975, mas não eram amplamente conhecidos nem acessíveis às pessoas que viviam sob o domínio comunista, nem foram levados a sério pelas autoridades comunistas. :117 Os ativistas dos direitos humanos na União Soviética foram regularmente sujeitos a perseguições, repressões e detenções.
O magnata empresarial pró-soviético americano Armand Hammer, da Occidental Petroleum, frequentemente mediava as relações comerciais. O autor Daniel Yergin, em seu livro The Prize, escreve que Hammer "acabou como intermediário entre cinco secretários-gerais soviéticos e sete presidentes dos EUA".  Hammer tinha extensas relações comerciais na União Soviética que remontam à década de 1920, com a aprovação de Lenin.   De acordo com o Christian Science Monitor em 1980, "embora suas negociações comerciais com a União Soviética tenham sido interrompidas quando Stalin chegou ao poder, ele lançou mais ou menos sozinho as bases para o estado [1980] do comércio ocidental com a União Soviética ."  Em 1974, Brezhnev "reconheceu publicamente o papel da Hammer na facilitação do comércio Leste-Oeste". Em 1981, de acordo com o New York Times daquele ano, Hammer tratava "Leonid Brezhnev pelo primeiro nome". 

#### Retomada e degelo da Guerra Fria

##### Tensões nadétente
Apesar da melhoria das relações, várias tensões surgiriam durante a distensão. Estes incluíram a Doutrina Brejnev, que permitiu a partir de invasões soviéticas aos estados do Pacto de Varsóvia mantê-los sob o domínio comunista,  a ruptura Sino-Soviética, uma aparente reaproximação entre os Estados Unidos e a China com a visita de Richard Nixon à China em 1972. No entanto, a prioridade das relações internacionais de Nixon era a détente soviética, mesmo após a visita à China.  Em 1973, Nixon anunciou que a sua administração estava empenhada em procurar o estatuto comercial denação mais favorecida com a URSS,  o que foi contestado pelo Congresso na Emenda Jackson-Vanik.  Os Estados Unidos há muito que ligam o comércio com a União Soviética à sua política externa em relação à União Soviética e, especialmente desde o início da década de 1980, às políticas soviéticas de direitos humanos. A Emenda Jackson-Vanik, que foi anexada à Lei Comercial de 1974, vinculou a concessão da nação mais favorecida à URSS ao direito dos judeus soviéticos perseguidos de emigrar. Como a União Soviética recusou o direito de emigração aos judeus recusados, a capacidade do presidente de aplicar o estatuto comercial de nação mais favorecida à União Soviética foi restringida. 

##### Invasão soviética do Afeganistão e fim dadétente
A Détente, também descrita como uma política de ligação no Ocidente, foi desafiada por conflitos por procuração e pelo aumento das intervenções soviéticas, que incluíram a Segunda Guerra Iemenita de 1979.  O período de détente terminou após a invasão soviética do Afeganistão, que levou ao boicote de 66 nações liderado pelos Estados Unidos aos Jogos Olímpicos de 1980 em Moscou. Os Estados Unidos, o Paquistão e os seus aliados apoiaram os rebeldes. Para punir Moscou, o presidente Jimmy Carter impôs um embargo de grãos.  Carter também chamou de volta o embaixador dos EUA, Thomas J. Watson, de Moscou,  suspendeu as exportações de alta tecnologia para a União Soviética   e limitou as importações de amônia da União Soviética.  De acordo com um documento de 1980, o embargo aos cereais prejudicou mais os agricultores americanos do que a economia soviética. Outras nações venderam os seus próprios cereais à URSS e os soviéticos tinham amplos stocks de reserva.  O presidente Ronald Reagan retomou as vendas em 1981.  A eleição de Reagan como presidente em 1980 baseou-se ainda, em grande parte, numa campanha anti-détente.  Na sua primeira conferência de imprensa, o presidente Reagan disse que "a distensão tem sido uma via de sentido único que a União Soviética tem utilizado para prosseguir os seus objetivos".  Depois disso, as relações tornaram-se cada vez mais azedas com a repressão soviética da resistência anti-ocupação na Polônia,   fim das negociações SALT II,  e o subsequente exercício da OTAN em 1983. 

##### Reagan ataca a União Soviética no discurso do "Império do Mal"

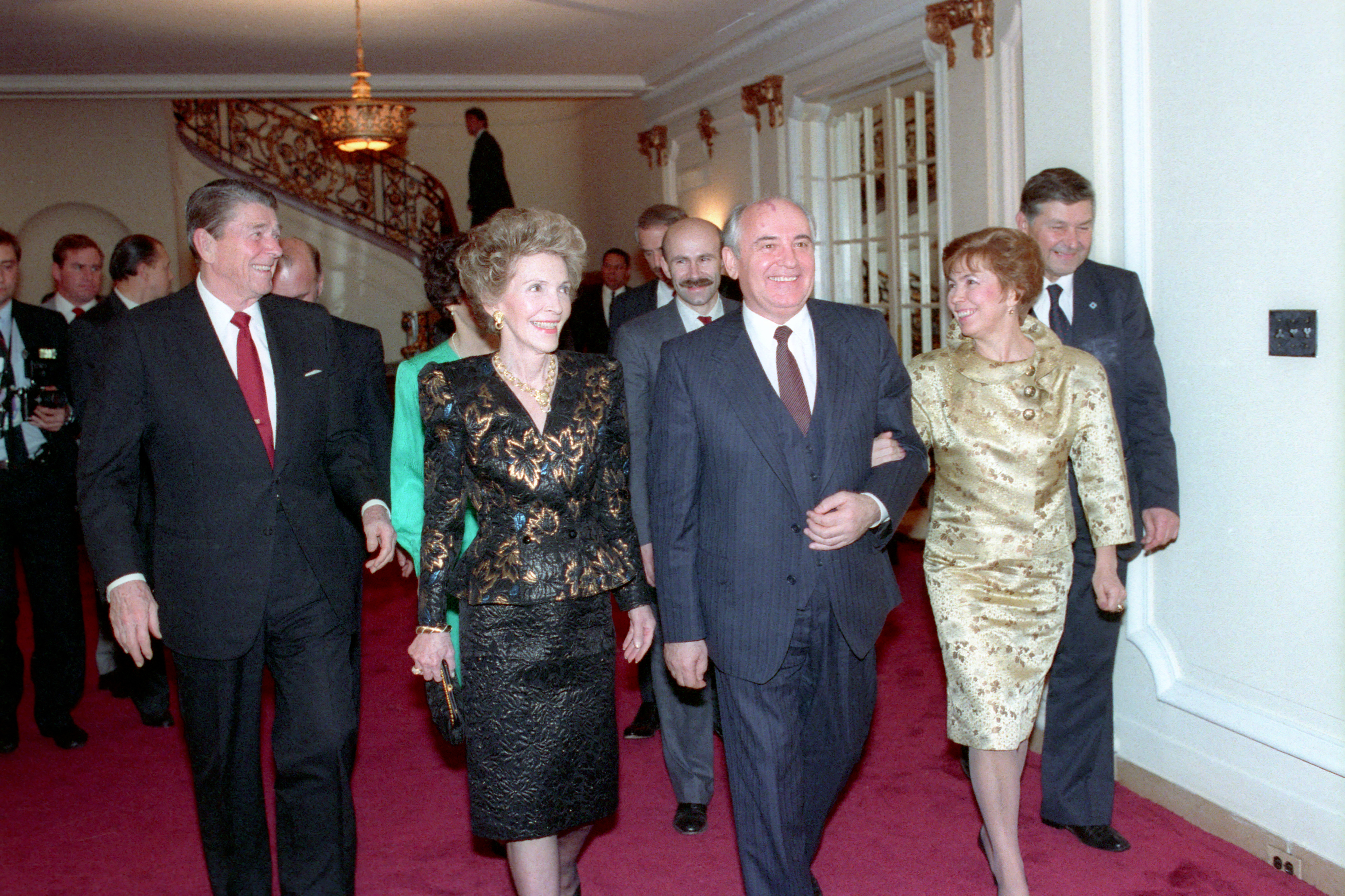
Ronald Reagan e Mikhail Gorbachev com suas esposas participando de um jantar na Embaixada Soviética em Washington, 9 de dezembro de 1987

Reagan intensificou a Guerra Fria, acelerando uma reversão da política de détente, iniciada em 1979, após a invasão soviética do Afeganistão.  Reagan temia que a União Soviética tivesse obtido uma vantagem militar sobre os Estados Unidos, e a administração Reagan esperava que o aumento dos gastos militares concedesse superioridade militar aos EUA e enfraquecesse a economia soviética.  Reagan ordenou um aumento maciço das Forças Armadas dos Estados Unidos, direcionando financiamento para o bombardeiro B-1 Lancer, o bombardeiro B-2 Spirit, mísseis de cruzeiro, o míssil MX, e a Marinha de 600 navios.  Em resposta à implantação soviética do SS-20, Reagan supervisionou a implantação do míssil Pershing pela OTAN na Alemanha Ocidental.  O presidente também denunciou veementemente a União Soviética e o totalitarismo comunista em termos morais, denunciando a União Soviética como um “império do mal”.  

### Fim da Guerra Fria (1989-1991)

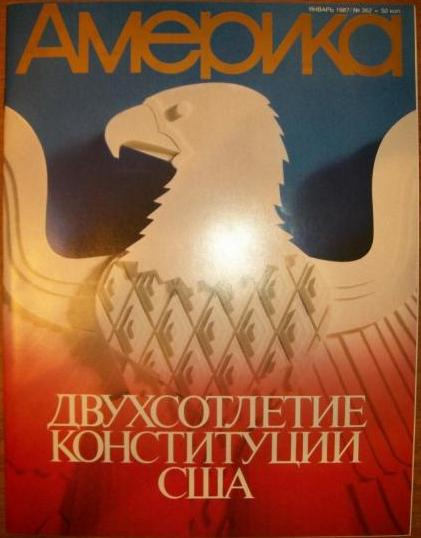
1987, pôster anticomunista americano dedicado ao 200º aniversário da Constituição dos EUA, impresso em russo pela Amerika (revista)

A falência da economia soviética e uma guerra desastrosa no Afeganistão contribuíram para a ascensão ao poder de Mikhail Gorbachev, que introduziu reformas políticas chamadas glasnost e perestroika, destinadas a liberalizar a economia e a sociedade soviéticas. Na Cimeira de Malta de Dezembro de 1989, tanto os líderes dos Estados Unidos como da União Soviética declararam o fim da Guerra Fria e as forças soviéticas retiraram-se do Afeganistão.  Em 1991, os dois países foram parceiros na Guerra do Golfo contra o Iraque, um antigo aliado soviético. Em 31 de Julho de 1991, o tratado START I que reduz o número de ogivas nucleares instaladas em ambos os países foi assinado por Gorbachev e Bush. O START negociou o maior e mais complexo tratado de controlo de armas da história, e a sua implementação final no final de 2001 resultou na remoção de cerca de 80% de todas as armas nucleares estratégicas então existentes. 
Reagan e Gorbachev aliviaram as tensões da Guerra Fria durante o segundo mandato de Reagan, mas Bush inicialmente foi cético em relação às intenções soviéticas.  Durante o primeiro ano de seu mandato, Bush buscou o que os soviéticos chamavam de pauza, uma ruptura nas políticas de détente de Reagan.  Enquanto Bush implementava a sua política pauza em 1989, os satélites soviéticos na Europa Oriental desafiavam a dominação soviética.  Bush ajudou a convencer os líderes comunistas polacos a permitirem eleições democráticas em Junho, vencidas pelos anticomunistas. Em 1989, os governos comunistas caíram em todos os países satélites, com violência significativa apenas na Roménia. Em novembro de 1989, a enorme demanda popular forçou o governo da Alemanha Oriental a abrir o Muro de Berlim, que logo foi demolido pelos berlinenses.  Gorbachev recusou-se a enviar militares soviéticos, abandonando efetivamente a Doutrina Brejnev.  Em poucas semanas, os regimes comunistas em toda a Europa Oriental entraram em colapso e os partidos apoiados pelos soviéticos em todo o mundo ficaram desmoralizados. Os EUA não estiveram directamente envolvidos nestas convulsões, mas a administração Bush evitou parecer que se regozijava com a vitória da NATO para evitar minar futuras reformas democráticas, especialmente na URSS.  
Bush e Gorbachev reuniram-se em dezembro de 1989 na cimeira na ilha de Malta. Bush procurou relações de cooperação com Gorbachev durante o resto do seu mandato, depositando a sua confiança em Gorbachev para suprimir os remanescentes da linha dura soviética.  A questão chave na Cimeira de Malta foi a potencial reunificação da Alemanha.  Enquanto a Grã-Bretanha e a França estavam receosas de uma Alemanha reunificada, Bush pressionou pela reunificação alemã ao lado do chanceler da Alemanha Ocidental, Helmut Kohl.  Gorbachev resistiu à ideia de uma Alemanha reunificada, especialmente se esta se tornasse parte da OTAN, mas as convulsões do ano anterior minaram o seu poder a nível interno e externo.  Gorbachev concordou em realizar conversações "Dois Mais Quatro" entre os Estados Unidos, a União Soviética, a França, a Grã-Bretanha, a Alemanha Ocidental e a Alemanha Oriental, que começaram em 1990. Após extensas negociações, Gorbachev finalmente concordou em permitir que uma Alemanha reunificada fizesse parte da OTAN. Com a assinatura do Tratado sobre o Acordo Final com Respeito à Alemanha, a Alemanha reunificou-se oficialmente em outubro de 1990. 

#### Dissolução da União Soviética

A União Soviética dissolveu-se em quinze estados independentes em 1991; o estado sucessor da URSS, a Rússia, está em rosa.

Embora Gorbachev tenha concordado com a democratização dos estados satélites soviéticos, ele suprimiu os movimentos separatistas dentro da própria União Soviética.  Stalin ocupou e anexou os estados bálticos da Lituânia, Letónia e Estónia na década de 1940. A antiga liderança foi executada, deportada ou fugiu; centenas de milhares de russos se mudaram, mas em nenhum lugar eram maioria. O ódio ferveu. A proclamação da independência da Lituânia em março de 1990 foi fortemente contestada por Gorbachev, que temia que a União Soviética pudesse desmoronar se ele permitisse a independência da Lituânia. Os Estados Unidos nunca reconheceram a incorporação soviética dos Estados Bálticos e a crise na Lituânia deixou Bush numa posição difícil. Bush precisava da cooperação de Gorbachev na reunificação da Alemanha e temia que o colapso da União Soviética pudesse deixar as armas nucleares em mãos perigosas. A administração Bush protestou moderadamente contra a supressão do movimento de independência da Lituânia por Gorbachev, mas não tomou quaisquer medidas para intervir directamente.  Bush alertou os movimentos de independência sobre a desordem que poderia advir da secessão da União Soviética; em um discurso de 1991 que os críticos rotularam de "discurso do Frango à Kiev", ele alertou contra o "nacionalismo suicida". 

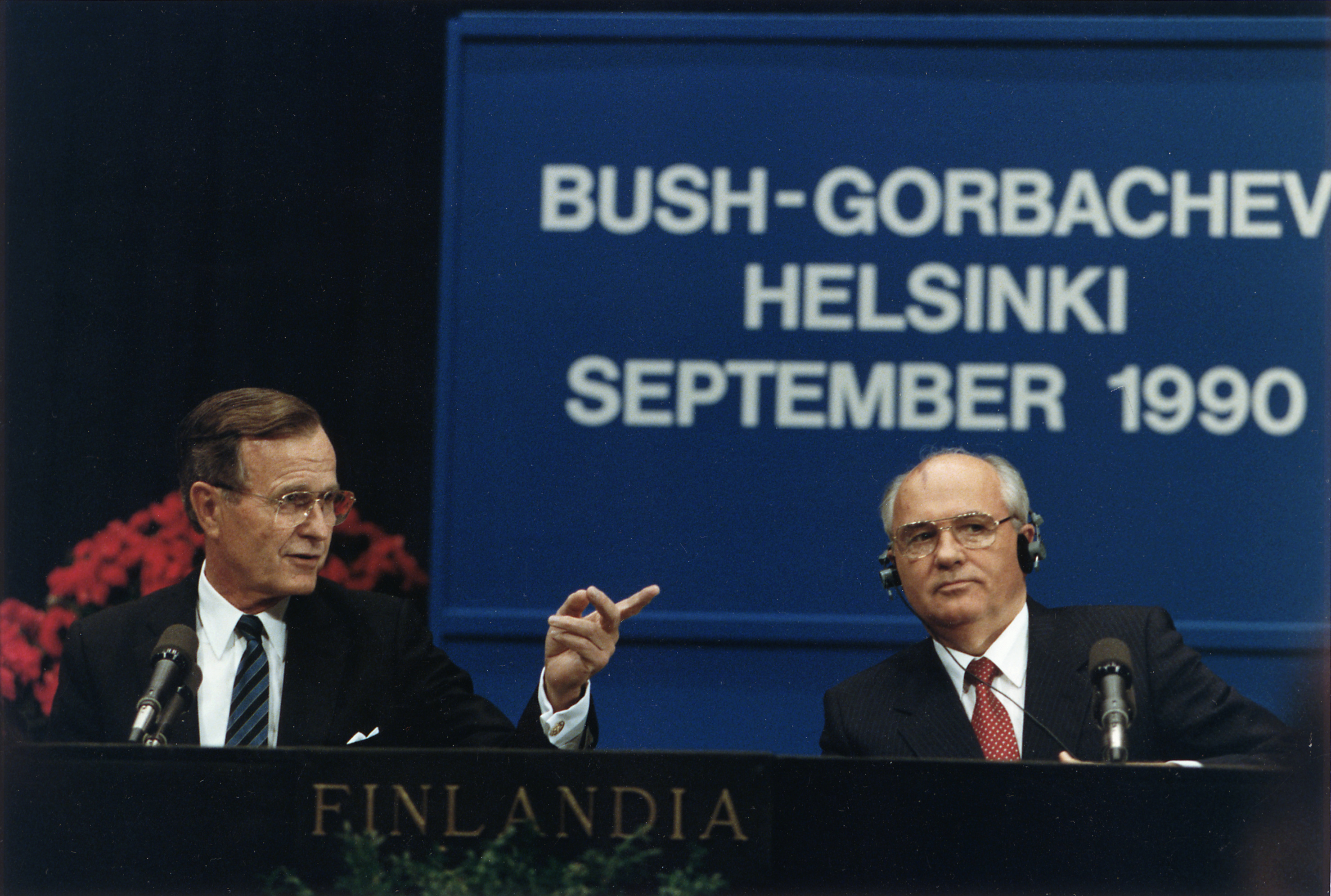
Bush e Gorbachev na Cimeira de Helsínquia em 1990

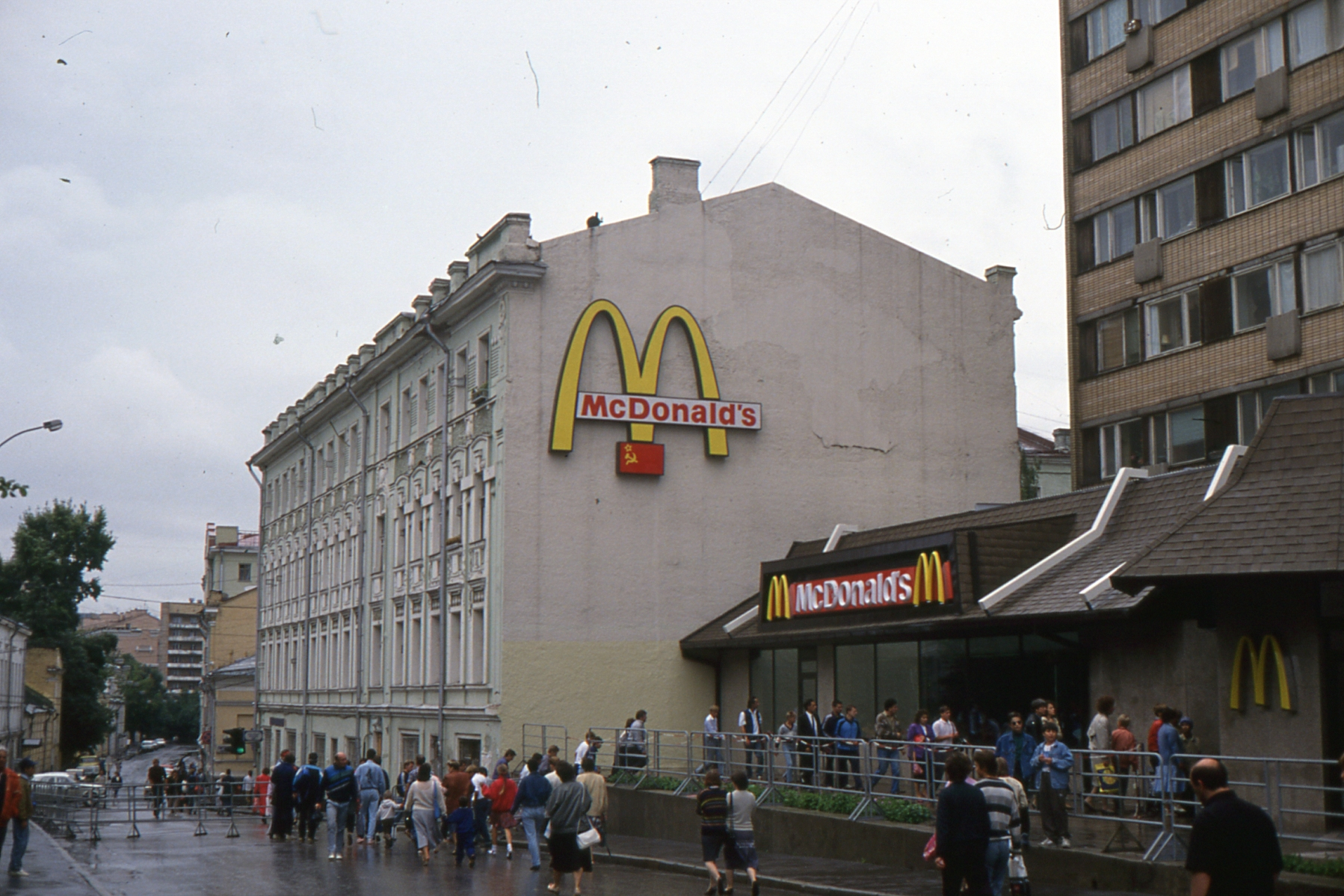
O primeiro McDonald's russo na Praça Pushkin, em Moscou, retratado em 1991

Em julho de 1991, Bush e Gorbachev assinaram o tratado do Tratado de Redução de Armas Estratégicas (START I), o primeiro grande acordo de armas desde o Tratado de Forças Nucleares de Alcance Intermediário de 1987.  Ambos os países concordaram em reduzir as suas armas nucleares estratégicas em 30 por cento, e a União Soviética prometeu reduzir a sua força de mísseis balísticos intercontinentais em 50 por cento.  Junto com isso, as empresas americanas começaram a entrar na economia soviética liberalizada, levando empresas famosas dos EUA a abrirem suas lojas na Rússia. Talvez o exemplo mais famoso seja o McDonald's, cujo primeiro restaurante em Moscou causou um choque cultural em nome dos perplexos cidadãos soviéticos, que faziam filas enormes para comprar fast food americano.  O primeiro McDonald's do país teve uma grande inauguração na Praça Pushkin, em Moscou, em 31 de janeiro de 1990, com aproximadamente 38.000 clientes esperando em longas filas, quebrando recordes da empresa na época.  Em agosto de 1991, os comunistas conservadores de linha dura lançaram uma tentativa de golpe contra Gorbachev; embora o golpe tenha desmoronado rapidamente, quebrou o poder restante de Gorbachev e do governo soviético central.  Mais tarde naquele mês, Gorbachev renunciou ao cargo de secretário-geral do Partido Comunista, e o presidente russo Boris Iéltsin ordenou a apreensão de propriedades soviéticas. Gorbachev manteve-se no poder como Presidente da União Soviética até 25 de dezembro de 1991, quando a URSS foi dissolvida.  Quinze estados emergiram da União Soviética, sendo de longe o maior e mais populoso (que também foi o fundador do estado soviético com a Revolução de Outubro em Petrogrado), a Federação Russa, assumindo total responsabilidade por todos os direitos e obrigações do URSS ao abrigo da Carta das Nações Unidas, incluindo as obrigações financeiras. Como tal, a Rússia assumiu a adesão da União Soviética à ONU e a adesão permanente ao Conselho de Segurança, ao arsenal nuclear e ao controlo das forças armadas; As embaixadas soviéticas no exterior tornaram-se embaixadas russas.  Bush e Yeltsin reuniram-se em Fevereiro de 1992, declarando uma nova era de “amizade e parceria”.  Em Janeiro de 1993, Bush e Yeltsin concordaram com o START II, que previa novas reduções de armas nucleares, além do tratado START original. 